# 若昂二世
約翰二世（葡萄牙語：João II de Portugal），又譯若昂二世，（1455年3月3日—1495年10月25日），是葡萄牙和阿尔加尔维國王（1481年-1495年），又有「完美君主」（葡萄牙語：o Príncipe Perfeito）的綽號。若昂二世是（非洲的）阿方索五世與第一任妻子科英布拉的伊莎貝爾（約翰一世的第三子科英布拉公爵佩德羅王子之女）之子。若昂二世在位期間為奪回國王的權力，振興葡萄牙經濟，並重啟葡萄牙對非洲及東方的探索。在2007年票選最偉大的葡萄牙人中，他排名第六。

## 生平

### 鞏固王權
約翰二世於1455年出生於里斯本。1477年起，因為父親阿方索五世歸隱修道院，由約翰二世攝政，直至1481年，阿方索五世去世後才成為國王。他上任後振興王權，他剝奪了貴族在其管理遺產上的司法權利。貴族立即開始串謀叛亂。布拉干薩公爵斐迪南二世與卡斯提爾女王伊莎貝拉一世分別向對方交了投訴信及干預請求書。1483年，約翰二世截獲書信，布拉干薩公爵斐迪南二世因謀叛罪被處死，領地被沒收，遺孀及親屬逃亡至卡斯蒂利亞。當權勢最大的布拉干薩公爵倒台後，約翰二世向其他貴族開刀，處決、謀殺及流放很多貴族，自此無人敢挑戰國王的王權。

### 振興經濟
面對即將破產的王國，若昂二世通過創建一個由學者組成的理事會擔當極其重要的作用以解決這一問題。若昂二世對國民進行了普查，根據其能力，才能和資格挑選了理事會成員。若昂二世的探索政策也為經濟帶來了巨大的好處。 這些來自若昂二世在海外探索和擴張的投資利潤，使葡萄牙貨幣已成為歐洲最穩健的。葡萄牙王國最終可以收稅為自己的支出而不是為了償還債務，主要是由於當時几内亚海岸是其主要的黃金來源。

### 探索世界
若昂二世著名地恢復了大西洋探索的政策，恢復了他的叔公航海家恩里克的工作。葡萄牙的大航海時代探索是他的政府主要優先事項。葡萄牙探險家沿著非洲已知的海岸向南推進，目的是發現通往印度的海路，並打入香料的貿易。在他統治期間，以下的成果實現了：
- 1482年 - 在加納海岸建立堡壘（埃爾米納城堡）和貿易站
- 1484年 - 迪亞哥·康發現了剛果河
- 1488年 - 巴爾托洛梅烏·迪亞士在莫塞爾貝灣發現和通過好望角。
- 1493年 - 阿瓦盧卡米尼亞（英语：Álvaro Caminha）開始在聖多美和普林西比群島建立聚居地。
- 向阿豐索·德派瓦（英语：Afonso de Paiva）和佩羅·達·科維良提供的土地考察至印度和埃塞俄比亞的資金以搜索祭司王約翰的土地。

葡萄牙在大航海時代探索的實用程度一直是學術辯論的主題。根據一個理論，一些航海探索被保密以免來自近鄰卡斯蒂利亞的競爭。這個時期的檔案主要在1755年里斯本大地震後在火災中被破壞，在地震期間沒有被毀壞的東西在半島戰爭期間被盜或被摧毀或以其他方式丟失。

### 與卡斯蒂利亞的衝突
當哥倫布在1493年初從他第一次航行返回時，他首先停在里斯本，在若昂二世前面宣示他的成功探索。但是若昂二世唯一的回應是根據以前與卡斯蒂利亞簽署的阿爾卡索瓦什條約，哥倫布的發現的地區是位於葡萄牙的影響範圍內。在哥倫布到達卡斯蒂利亞的伊莎貝拉一世面見之前，若昂二世已經寄了一封信給他們，威脅要派遣一個艦隊去為葡萄牙要求索取哥倫布發現的新大陸。卡斯蒂利亞迅速為此問題與葡萄牙進行談判，談判地點在一個名為托德西利亚斯的西班牙小鎮舉行。教皇代表出席作為調解員。這次會議的結果將是著名的《托德西利亚斯条约》，該條約旨在為西班牙和葡萄牙二國瓜分在新世界所有發現的土地。
若昂二世從卡斯蒂利亞同阿拉貢的合併上得到了啟發，決定利用西班牙統治者費爾南多二世及伊莎貝拉一世的長女西班牙的伊莎貝爾早已在孩童時代與他為唯一的嫡子阿方索王子訂婚的機會，用聯姻的方式實現葡萄牙和西班牙的合併。於是他為阿方索王子與伊莎貝爾於1490年在西維爾舉行婚禮。可是若昂二世的美夢很快便破滅。1491年，阿方索王子在一次郊外遊獵時不慎從疾馳的馬背上跌落，重傷不治逝世。其後更因受到打壓的貴族趁此機會推舉若昂二世的堂弟貝雅公爵曼努埃爾（杜阿爾特一世第三子維塞烏公爵斐迪南王子之子）繼承王位。若昂二世堅決反對這個提議，因為曼努埃爾是維塞烏公爵迪奥戈的親弟弟，而若昂二世早前因布拉干薩公爵斐迪南二世的叛亂才親手處死身為布拉干薩公爵的妻舅迪奥戈。曼努埃爾登基意味著大貴族勢力因而復闢。因此若昂二世親自前去教皇國羅馬進行斡旋，試圖讓他的私生子科英布拉公爵豪爾赫·德·蘭開斯特獲得繼承權。但是貴族們亦派員前往教皇國反對，令國王的目的無法達到。

### 逝世
1495年，若昂二世40歲之齡逝世，死後無合法後嗣，由堂弟曼努埃爾繼承王位。

## 評價
他被稱為「完美君王」，是因為他完全符合馬基維利在《君王論》的比喻，是馬基維利理想中的君王。除此之外，他也確實被認為是那個時代歐洲最偉大的君主之一；卡斯提爾的女王伊莎貝拉一世經常尊稱他為「那个男人」（西班牙語：El Hombre）。